# Muketei River
Der Muketei River ist ein etwa 215 km langer linker Nebenfluss des Attawapiskat River im Kenora District im Norden der kanadischen Provinz Ontario. Der Flusslauf befindet sich 250 km westlich der James Bay am westlichen Rand der James-Bay-Niederung.

## Flusslauf
Der Muketei River hat seinen Ursprung in einem namenlosen See auf einer Höhe von 214 m, etwa 65 km östlich des Attawapiskat Lake. Von dort fließt er anfangs 50 km in nordöstlicher Richtung zum Kitchie Lake. Diesen verlässt der Muketei River an dessen nördlichem Ende. Er fließt 35 km nach Norden, wendet sich dann auf den folgenden 100 km nach Nordosten und schließlich auf den letzten 20 km in Richtung Ostsüdost. Der Muketei River mündet schließlich auf einer Höhe von 102 m in den nach Osten strömenden Attawapiskat River, etwa 240 km oberhalb dessen Mündung in die James Bay. Das etwa 3700 km² große Einzugsgebiet des Muketei River grenzt im Osten und im Süden an das des Attawapiskat River, im Westen und im Norden an das des Ekwan River.

## Hydrologie
Der mittlere Abfluss am Pegel (⊙) 94 km oberhalb der Mündung beträgt 27,1 m³/s. Die höchsten monatlichen Abflüsse treten während der Schneeschmelze im Mai mit im Mittel 85,3 m³/s auf.